# Hieracium kabanovii
Hieracium kabanovii es una especie de planta con flor del género Hieracium, de la familia Asteraceae, orden Asterales.

## Distribución
Hieracium kabanovii se distribuye por Rusia.

## Taxonomía
Fue descrita científicamente por Üksip.
Tratamiento taxonómico
La especie aparece registrada y publicada en Bot. Mater. Gerb. Bot. Inst. Komarova Akad. Nauk S.S.S.R.